# 푸어 화이트
푸어 화이트(Poor White)는 영어권에서 경제적으로 취약한 백인을 묘사하는 데 사용되는 사회문화적 분류이며, 특히 저소득의 미국 백인을 지칭한다.
미국에서 가난한 백인은 주로 서유럽 및 북유럽 혈통의 유럽계 미국인들로, 특히 미국 남부와 애팔래치아 지역에 많이 분포하는 미국 사회문화 집단에 대한 역사적 분류이다. 이들은 남북 전쟁 이전 미국 남부에서 처음으로 사회 계급으로 분류되었는데, 이는 일반적으로 땅이나 노예를 소유하지 않은 백인 농업 노동자 또는 무허가 거주자로 구성되었다.
영연방에서는 이 용어가 역사적으로 하층 백인을 묘사하는 데 사용되었으며, 특히 남아프리카 공화국의 "가난한 백인 문제" 맥락에서 주목할 만하다.

## 미국

### 정의
작가 웨인 플린트는 그의 저서 《딕시의 잊혀진 사람들: 남부의 가난한 백인들》(Dixie's Forgotten People: The South's Poor Whites, 2004년)에서 "가난한 백인을 정의하는 한 가지 어려움은 이 용어가 사용된 다양한 방식에서 비롯된다. 이는 경제적, 사회적 계층뿐만 아니라 문화적, 윤리적 가치에도 적용되었다"고 주장한다. 미국의 다른 지역에도 가난한 백인들이 있지만, 이는 남부의 가난한 백인과 같은 의미를 가지지 않는다. 맥락상, 가난한 백인은 다세대 빈곤과 문화적 이질성의 역사를 가진 가족 구성원으로 이루어진 독특한 사회문화적 집단을 지칭한다.

### 함의

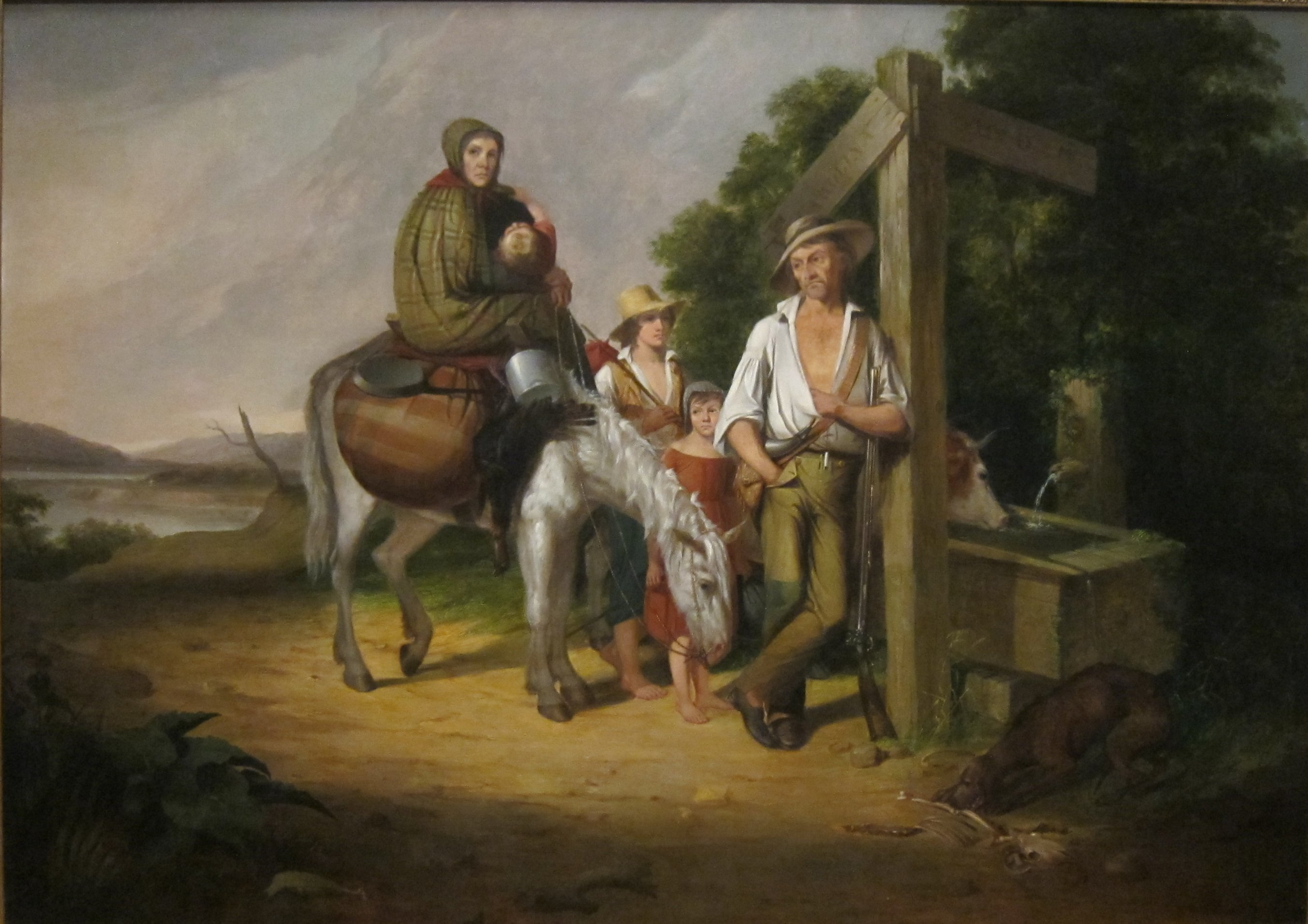
제임스 헨리 비어드의 1845년 작 "노스캐롤라이나 이주민: 가난한 백인들", 신시내티 미술관

미국 역사 전반에 걸쳐 가난한 백인들은 다양한 용어로 불려왔으며, 대부분은 경멸적인 의미를 내포한다. 이들은 "레드넥"(특히 현대적 맥락에서), 애팔래치아에서는 "힐빌리", 텍사스주, 조지아, 플로리다에서는 "크래커", 미주리주 세인트루이스에서는 "후저", 그리고 "화이트 트래시" 등으로 불렸다. 남부의 농장주 계급이 "가난한 백인"이라는 용어를 사용한 것은 자신들이 "바람직하지 않거나", "열등하거나", "반사회적인" 요소로 간주하는 사회 구성원들과 거리를 두기 위함이었다.

### 역사
가난한 백인의 많은 특징과 상황은 노예 제도에 뿌리를 두고 있다. 남부 농장주 계급에게 부를 제공했던 노예 제도와는 달리, 노예를 소유하지 않은 백인들의 진보를 상당히 방해했는데, 이는 지역 내 자유 노동력을 제거하는 크라우딩 아웃 효과를 유발했다. 이러한 효과는 해당 지역의 광범위한 공교육 부족과 일반적인 족내혼 관행과 결합되어 저소득 및 저자산 자유 노동자들이 중산층으로 이동하는 것을 막았다.
문학의 많은 허구적 묘사에서 가난한 백인들은 주인공의 긍정적인 특성을 그들의 "야만적인" 특성과 대조하여 반영하는 대조적 인물로 사용되었다. 해리엇 비처 스토는 그녀의 소설 Dred에서 가난한 백인과의 결혼이 유전적 퇴화와 상류층의 야만화를 초래한다는 흔한 고정관념을 묘사한다.
남북 전쟁 중 가난한 백인들은 남군 전투원의 대다수를 차지했다. 전쟁 후, 많은 이들이 남부 시골에서 소작농으로 일했다. 20세기 전환기에 미국 인종 관계의 최저점에 이르자, 공교육 부족과 자원 경쟁으로 어려움을 겪던 지역에서 심한 폭력, 명예 수호 및 백인 우월주의가 만연했다. 당시 남부의 정치인들은 가난한 백인과 아프리카계 미국인 사이의 갈등을 정치적 기회주의의 형태로 이용했다. 존 T. 캠벨은 1906년 The Broad Ax에서 다음과 같이 요약했다. 남북 전쟁은 또한 가난한 백인들이 극심한 경제적 어려움을 겪게 했고, 노예가 된 아프리카계 미국인들과 함께 빈곤에 빠지게 했다.
과거에 백인 남성들은 일부가 흑인을 증오하는 것만큼이나 백인 남성을 증오했으며, 흑인에게 그랬던 것처럼 야만적으로 증오를 표출했습니다. 가장 교육받은 사람들은 인종 편견이 가장 적습니다. 미국에서는 가난한 백인들이 흑인을 증오하도록 조장되었는데, 그래야만 흑인들을 노예 상태로 유지하는 데 사용될 수 있었기 때문입니다. 흑인들은 가난한 백인들을 경멸하도록 가르침을 받았는데, 이는 그들 사이의 증오를 증가시키고 각 편이 주인이 다른 편을 통제하는 데 사용될 수 있도록 하기 위함이었습니다. 가난한 백인들과 흑인들의 진정한 이익은 지배 계급의 억압에 저항하는 것과 같았습니다. 그러나 무지가 방해했습니다. 이 인종적 증오는 처음에는 남부 정치에서 백인 우월주의를 영속화하는 데 사용되었습니다. 가난한 백인들은 흑인들만큼이나 그것으로 인해 피해를 입고 있습니다.

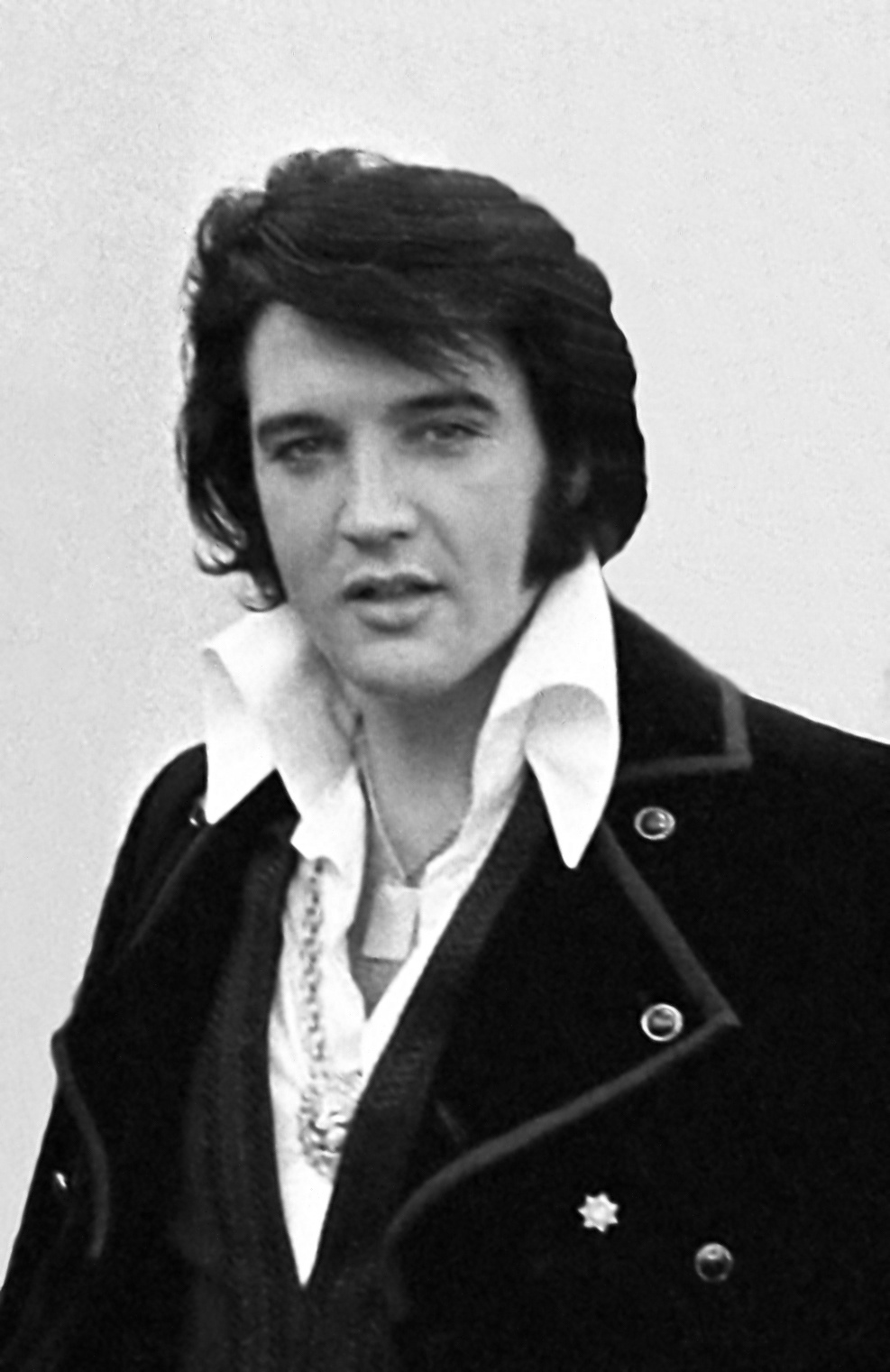
20세기 미국의 아이콘인 엘비스 프레슬리는 투펄로의 가난한 백인 가정에서 태어났다.

지배 계급이 가난한 백인들에게 보인 적대감에 대한 추가적인 증거는 여러 남부 주에서 인두세를 제정한 데서 찾을 수 있다. 이 세금은 투표를 위해 연간 1.00달러(2022년 기준 $29에 해당)를 지불하도록 요구했는데, 어떤 경우에는 투표 전에 지불해야 했다. 인두세는 아프리카계 미국인뿐만 아니라 물물교환 경제에 살며 현금이 부족했던 많은 가난한 백인들도 투표에서 배제시켰다.
20세기 초, 가난한 백인의 이미지는 미국 미디어에서 두드러진 고정관념이었다. 셔우드 앤더슨의 소설 《가난한 백인》(Poor White, 1920년)은 미주리 출신의 가난한 백인 청년이 중서부로 이주하여 중산층 세계에 적응하려고 노력하는 과정을 탐구했다. 미국의 우생학 운동은 강제 불임 수술의 합법화를 장려했다. 실제로 가난한 백인 출신들은 특히 시설에 수용된 개인과 가임기 여성들이 종종 대상이 되었다.
제1차 세계 대전 중 신체 건강한 개인의 징집 및 모집은 애팔래치아 지역, 남부, 그리고 나머지 국가 간의 첫 실질적인 비교를 드러냈다. 가난한 백인들은 소득, 교육 및 의료 서비스 면에서 다른 미국 백인들보다 열악했으며, 남부 주에 거주하는 아프리카계 미국인들만이 더 나쁜 상황에 처해 있었다.
뉴딜 시대의 재정착청, 농업안정국, 테네시강 유역 개발 공사와 같은 농촌 생활 프로그램은 대공황 기간 동안, 특히 남부 지역의 농촌 빈민을 위한 새로운 일자리를 창출하는 데 도움이 되었다. 1960년대 후반 린든 B. 존슨 행정부 하에서 애팔래치아 지역 위원회가 설립되어 이 지역의 지속적인 빈곤 문제를 해결했다. 제2차 세계 대전은 새로운 경제적 기회를 가져왔고, 수백만 명의 가난한 농부들이 높은 임금의 일자리를 찾아 산업 중심지로 이주했다. 세기가 진행됨에 따라 가난한 백인들의 경제적, 사회적 조건은 계속해서 개선되었다. 그러나 많은 사회적 편견이 해소되었음에도 불구하고, 가난한 백인에 대한 대중화된 고정관념은 지속되었다.

### 문화

#### 전통

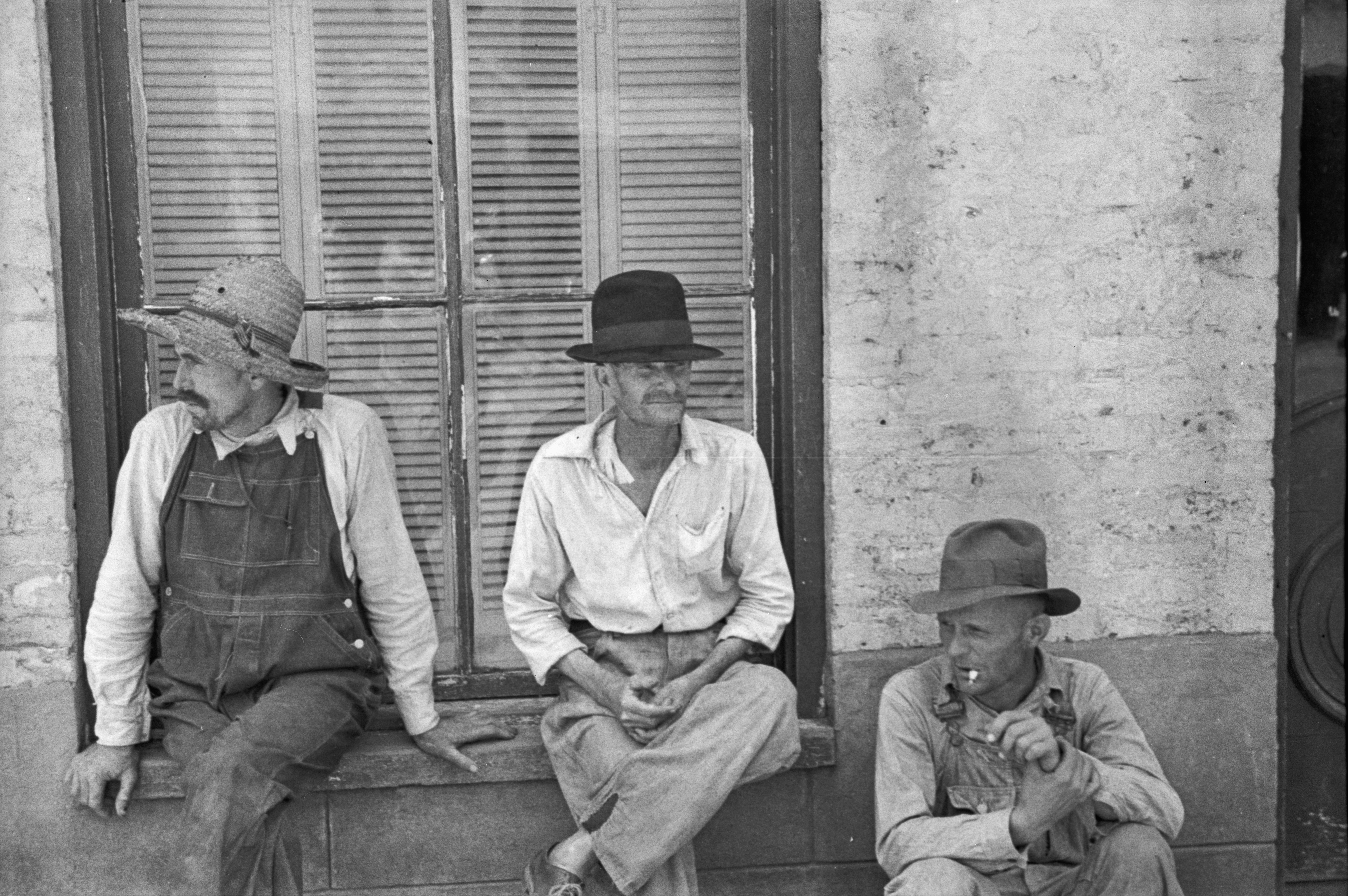
1936년 앨라배마주의 가난한 백인 소작농들

역사적으로, 특히 애팔래치아 지역에서 가난한 백인들은 주류 남부 사회와 다소 떨어져 살았다. 20세기 전환기에 애봇 H. 어니스트는 가난한 백인 집단을 애팔래치아 "산악 백인"과 그보다 동서쪽에 있는 평지에 사는 사람들로 세분화했다. 부유한 백인들(남부에서는 버번 계급으로 알려짐)은 가난한 사람들과 거의 교류하지 않았으며, "고속도로 변에서 자신을 응시하는 것을 보고 놀랄 정도"로 제한적이었다. 물리적, 지리적 고립은 애팔래치아의 가난한 백인들이 자신들만의 문화를 발전시킬 수 있도록 했다.
수세대 동안 일반 농촌 사회에서 흔히 볼 수 있었듯이, 가난한 백인들은 많은 생활 필수품을 손수 만들어 사용했다. 그들은 옷을 직접 바느질하고, 귀틀집이나 도그트롯 방식으로 집을 지었다. 전통 의복은 단순했다. 남자는 청바지와 깃 없는, 소매 없는 표백하지 않은 무슬린 셔츠, 여자는 같은 재료로 만든 직선형 치마와 보닛을 입었다. 가난한 백인들은 소규모의 생계농업, 수렵채집, 자선, 낚시, 노예들과의 물물교환, 그리고 찾을 수 있는 모든 고용을 통해 생존했다. 일부는 면직 공장과 공장에서 일자리를 찾았는데, 이는 원래 백인에게만 허용된 것이었다. 많은 노예 소유주들은 노예들을 숙련 노동에 사용하기를 거부했는데, 이는 그렇게 할 경우 특정 노예들에 대한 소유주의 의존도가 높아지고, 해당 노예들이 다른 곳에서 자영업을 추구하기 위해 도망칠 가능성이 높아지기 때문이었다.

#### 현대
가난한 백인 후손들의 문화에 대한 광범위한 특징은 강한 혈연 유대, 비계층적 종교적 소속, 육체노동 강조, 농촌 생활 및 자연과의 연결, 자립 경향을 포함한다. 또한, 역사적으로 가난한 백인 배경을 가진 개인들은 여전히 많은 문화를 유지하고 조상들의 많은 관행을 계속하고 있다. 수렵과 낚시는 조상들에게는 생존 수단이었지만, 이제는 레크리에이션 수단으로 여겨진다. 포크 음악, 특히 컨트리 음악의 변형은 후손들 사이에서 여전히 강한 공명력을 가지고 있다. 전통 컨트리 음악은 여전히 밴조, 애팔래치안 덜시머, 피들을 사용한다.

## 남아프리카 공화국
남아프리카 공화국의 아파르트헤이트 체제는 막대한 인종적 부의 격차와 흑인 남아프리카인들 사이의 광범위한 빈곤을 초래했다. 이러한 불평등은 오늘날까지도 지속되어, 백인 남아프리카인들이 여전히 국가 부의 대부분을 통제하고 있다. 아파르트헤이트 이후 ANC 정부는 흑인들에게 더 많은 기회를 제공하기 위한 적극적 우대조치 정책을 시행했지만, 이는 일부 노동계급 백인들을 실업으로 내몰아 작고 빈곤하며 종종 노숙하는 백인 하층 계급을 만들어내는 부작용을 낳았다.

## 같이 보기
- 나라 (정체성)
- 크래커 (용어)
- 미국 남부의 문화
- 힐빌리
- 페커우드
- 올드 사우스의 평범한 사람들
- 남아프리카 공화국의 가난한 백인
- 레드레그
- 레드넥
- 애팔래치아의 사회경제적 계층화
- 화이트 트래시
- 요컬
- 미국의 빈곤

## 추가 자료
- Bolton, Charles C. Poor Whites of the Antebellum South: Tenants and Laborers in Central North Carolina and Northeast Mississippi (Duke University Press, 1993).
- Boney, F. Nash. Southerners All (2nd ed. 1990).
- Canning, Charlotte, et al. "White trash fetish: representations of poor white southern women and constructions of class, gender, race and region, 1920-1941." (PhD Dissertation, U Texas, 2005). online, with bibliography pp 225–36
- Carr, Duane. A question of class: The redneck stereotype in southern fiction (1996).
- Cook, Sylvia Jenkins. From Tobacco Road to Route 66: The Southern Poor White in Fiction (University of North Carolina Press, 1976)
- Flynt, J. Wayne. Dixie's Forgotten People: The South's Poor Whites (Indiana UP, 2004).
- Forret, Jeff. Race Relations at the Margins: Slaves and Poor Whites in the Antebellum Southern Countryside (LSU Press, 2006).
- Glossner, Jeffrey. "Poor Whites in the Antebellum U.S. South (Topical Guide)," H-Slavery, July 2019 online
- Harkins, Anthony. Hillbilly: A cultural history of an American icon (Oxford University Press, 2003).
- Huber, Patrick. "A Short History of Redneck: The Fashioning of a Southern White Masculine Identity," Southern Cultures 1#2 (1995) online
- Jones, Jacqueline. "Encounters, likely and Unlikely between Black and Poor White Women in the Rural South, 1865-1940." Georgia Historical Quarterly vol. 76 pp 333-353. online

- Kirby, Jack Temple. Media-Made Dixie: The South in the American Imagination (Louisiana State UP, 1978)
- McIlwaine, Shields. The Southern Poor-White: From Lubberland to Tobacco Road (1939) online
- Mell, R. Mildred. "Poor Whites of the South" Social Forces (1938), vol.17 pp 153-167 online
- Reed, John Shelton. Southern Folks, Plain & Fancy: Native White Social Types (U of Georgia Press, 1986), pp 34–47

- Roach, Jack L. “The Effects of Race and Socio-Economic Status on Family Planning.” Journal of Health and Social Behavior, vol. 8, no. 1, 1967, pp. 40–45. online

- Wray, Matt. Not Quite White: White Trash and the Boundaries of Whiteness (2006) online
  - Wray, Matthew Taylor. "Not quite white: Poor rural whites in the Southern United States, 1877–1927" (PhD dissertation,  University of California, Berkeley|ProQuest Dissertations & Theses,  2000. 9979864).